# Bonyād (ort i Iran)
Bonyād (persiska: بنياد, بُنياب, Bonīād, بنيا) är en ort i Iran.   Den ligger i provinsen Bushehr, i den södra delen av landet, 800 km söder om huvudstaden Teheran. Bonyād ligger 25 meter över havet och antalet invånare är 831.
Terrängen runt Bonyād är platt åt sydväst, men åt nordost är den kuperad.Runt Bonyād är det glesbefolkat, med 15 invånare per kvadratkilometer. Närmaste större samhälle är Kākī, 3,1 km nordväst om Bonyād. Trakten runt Bonyād är ofruktbar med lite eller ingen växtlighet.